# Schweppes Tasmanian International 1996
Schweppes Tasmanian International 1996 — жіночий тенісний турнір, що проходив на відкритих кортах з твердим покриттям Міжнародного тенісного центру Гобарта в Гобарті (Австралія). Належав до турнірів 4-ї категорії в рамках Туру WTA 1996. Відбувсь утретє і тривав з 8 до 14 січня 1996 року. Жюлі Алар-Декюжі здобула титул в одиночному розряді.

## Фінали

### Одиночний розряд
Жюлі Алар-Декюжі —  Ендо Мана 6–1, 6–2
- Для Алар-Декюжі це був 2-й титул за сезон і 8-й — за кар'єру.

### Парний розряд
Яюк Басукі /  Наґацука Кьоко —  Керрі-Енн Г'юз /  Сон Хі Пак 7–6, 6–3
- Для Басукі це був 1-й титул за рік і 10-й — за кар'єру. Для Наґацуки це був єдиний титул за сезон і 2-й - за кар'єру.